# Pontus (kungarike)

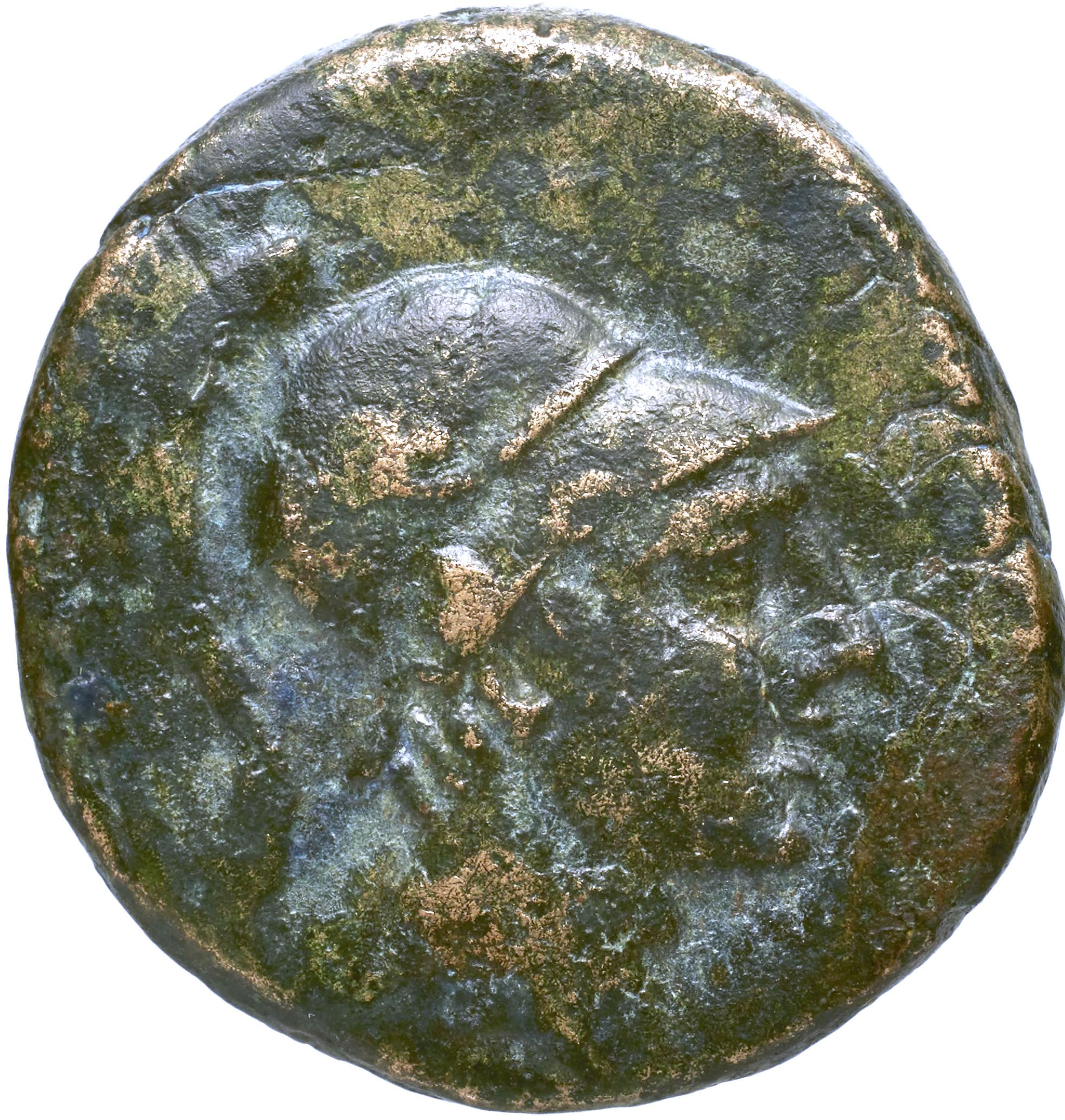
Mynt från 125–110 före Kristus

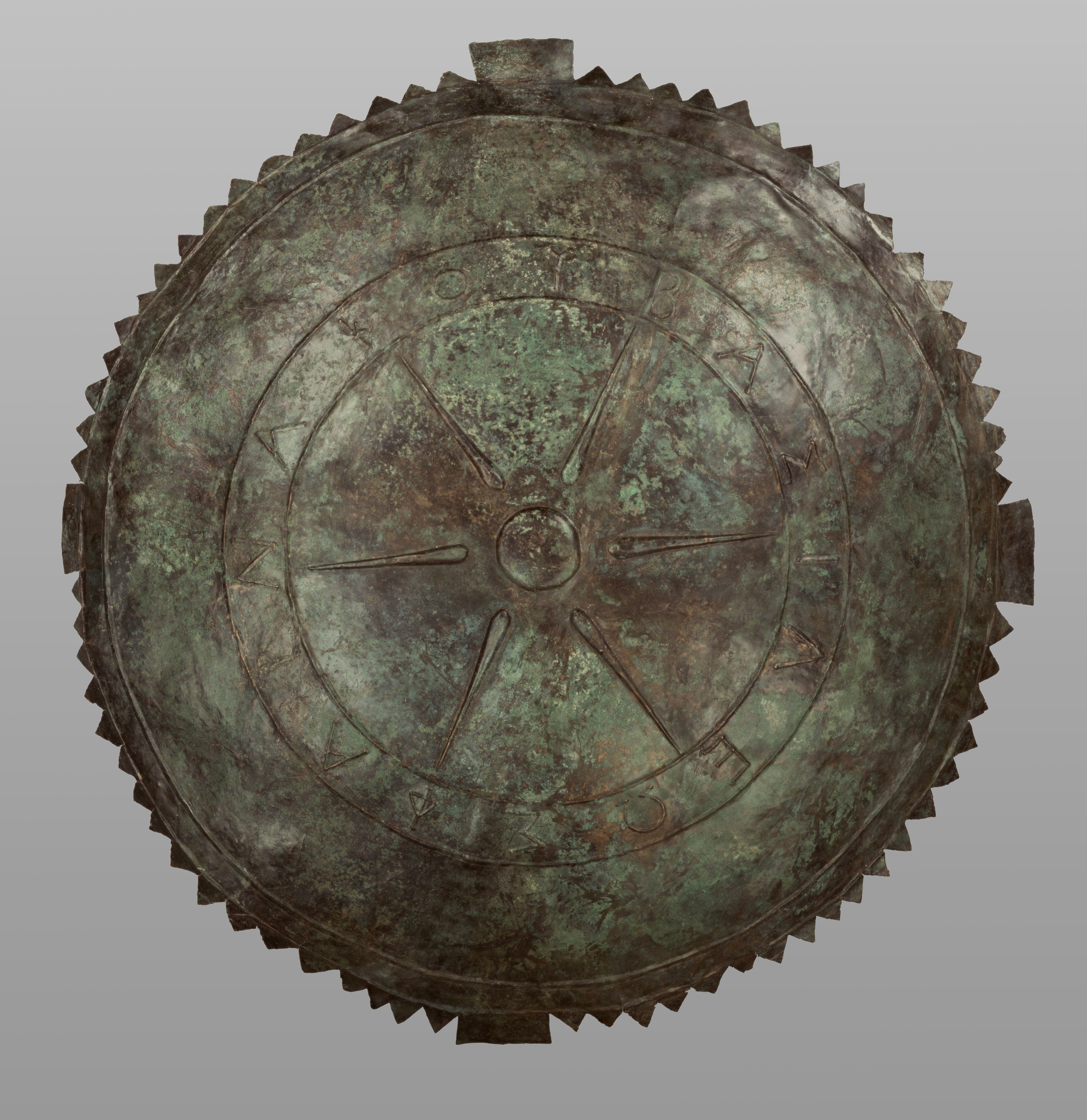
Bronssköld från 180–160 före Kristus

Pontus (grekiska: Πόντος, Pontos) var ett kungarike i Anatolien som styrdes av den persiska Mithridatesdynastin. Kungariket proklamerades av Mithridates I år 281 före Kristus och varade till dess det erövrades av den Romerska republiken. Pontus var som störst under Mithridates VI, som erövrade Kolchis, Kappadokien, Bithynien, den grekiska kolonin Chersonesos, samt för en kort tid också den romerska provinsen Asia. Efter de Mithridatiska krigen med Rom besegrades Pontus. En del av riket inkorporerades i Romerska republiken som provinsen Bithynien och Pontus, medan den östra hälften överlevde som ett klientkungarike.
I kulturellt avseende var kungariket helleniserat med grekiska som officiellt språk.

## Den Mithridatiska dynastin från Kios
Regionen Pontus var ursprungligen den persiska satrapin Kappadokien. Den persiska dynasti som kom att grunda Pontus hade styrt den grekiska staden Kios i Mysien under 300-talet före Kristus. Dess först kända medlem är Mithridates av Kios. Dennes son Ariobarzanes II blev satrap över Frygien. Han blev en allierad till Atén och revolterade mot Artaxerxes II, men bedrogs av sin son Mithridates II av Pontos. Mithridates II blev kvar som kung efter Alexander den stores erövringar och blev en vasall till Antigonos I Monofthalmos, som under en kort period styrde Mindre Asien efter Delningen av Triparadisus. 
Mithridates dödades av Antigonus år 302 före Kristus under den framförda misstanken om att han samarbetade med fienden Kassandros. Antigonus planerade att döda Mithridates son, som också hette Mithridates (Mithridates I av Pontus, senare kallad Ktistes, "grundaren"), men denne blev varnad av Demetrios I Poliorketes, varefter han flydde österut. Han kom staden Kimiata i Paflagonien och senare till Amasia i Kappadokien. Han regerade från 302 till 265 före Kristus, slogs mot Seleukus I och förklarade sig 281 eller 280 före Kristus kung av en nation i norra Kappadokien och östra Paflagonien. Han utvidgade sitt kungadöme till floden Sangrius i väst. Hans son Ariobarzanes intog Amastris 279, landets första betydande hamn vid Svarta Havet. Han allierade sig med nyligen anlända galatier och slogs mot en militär styrka som sänts mot honom av Ptolemaios I Soter. Ptolemaios hade expanderat sitt innehav i Mindre Asien i början av det första av Syriska krigen mot Antiochus och var allierad med Mithridates fiende Heraclea Pontica.

## Kungariket Pontus
Det är inte mycket känt om Ariobarzanes av Pontus kortvariga styresperiod, utom att när han dog så blev sonen Mithridates II (omkring 250—189 före Kristus) kung och anfölls av galatierna. Mithridates II fick hjälp av Heraclea Pontica, som samtidigt var i krig med galatierna vid denna tidpunkt. Mithridates fortsatte med att stödja Antiochus Hierax mot dennes bror Seleucus II Callinicus. Seleucus besegrades av Hierax, Mithridates och galatierna. Mithridates anföll också Sinop 220, men misslyckades med att inta staden. Hann gifte sig med Seleucus II:s syster och gav sin dotter som gemål till Antiochus III, för att bli erkänd som härskare i sitt nya kungarike och för att  skapa starka band med det seleukidiska riketi.
Farnaces I av Pontus (189–159 före Kristus) var mer framgångsrik i att expandera kungariket på bekostnad av de grekiska kuststäderna. Han allierade sig med Prusias I av Bithynien i krig mot Eumenes av Pergamon år 188 före Kristus, men de två ingick en fred år 183 efter att Bithynien hade haft en serie motgångar. Han erövrade Sinop år 182 före Kristus, och, fastän rhodierna beklagade sig över detta till Rom, ingrep ingen. Pharnaces erövrade också kuststäderna Kotyora, Farnacia och Trabzon i öster, vilket innebar att han fick kontroll över så gott som hela den norra anatoliska kusten. Trots romerska försök att behålla fred, slogs Farnaces mot Eumenes av Pergamon och Ariarathes av Kappadokien. Även om han verkar att ha varit framgångsrik i början, verka det som om han övermannades år 179, när han tvingades ingå ett fredsfördrag. Han måste avsäga sig alla områden som han skaffat sig i Galatien och Paflagonien samt staden Tium, men kunde behålla Sinop. Farnaces bror Mithridates IV Philopator Philadelphus drev istället en fredlig, Romvänlig politik. Han stödde sin romerska allierade Attalus II Philadelphus av Pergamon amot Prusias II av Bithynien 155.
Hans efterträdare, Mithridates V av Pontus Euergetes, fortsatte att vara vänskapligt sinnad till Rom och sände år 149 före Kristus skepp och en mindre styrka reservister för att hjälpa Rom under det Tredje puniska kriget. Han bidrog också med trupper till kriget mot Eumenes III (Aristonicus), som hade gjort anspråk på tronen efter Attalus III:s död. Mithridates belönades för sin lojalitet med regionen Större Frygien. Kungariket Kappadokien fick Lykaonien. Det är möjligt att Mithridates ärvde en del av Paphlagonia efter det att dess kung Pylaemenes avlidit. Mithridates V gifte sig med dottern Laodice till kungen av Kappadokien, Ariarathes VI av Kappadokien, och fortsatte med att invadera Kappadokien, även om detaljerna i detta skeende inte är kända. Helleniserandet fortsatte under Mithridates V. Han var den förste kungen som i stor skala rekryterade grekiska legosoldater. Mithridates V dödades i Sinop under oklara förhållanden.
Eftersom Mithridates V:s båda söner, Mithridates VI och Mithridates Chrestus båda ännu var barn, kom Pontus under änkedrottning Laodices styre. Hon favoriserade Chrestus, varefter Mithridates VI flydde det pontiska hovet. Han återvände 113 före Kristus och avsatte sin mor och kastade henne i fängelse. Han lät senare döda sin bror.

## Mithridates VI Eupator
Huvudartikel: Mithridates VI Eupator

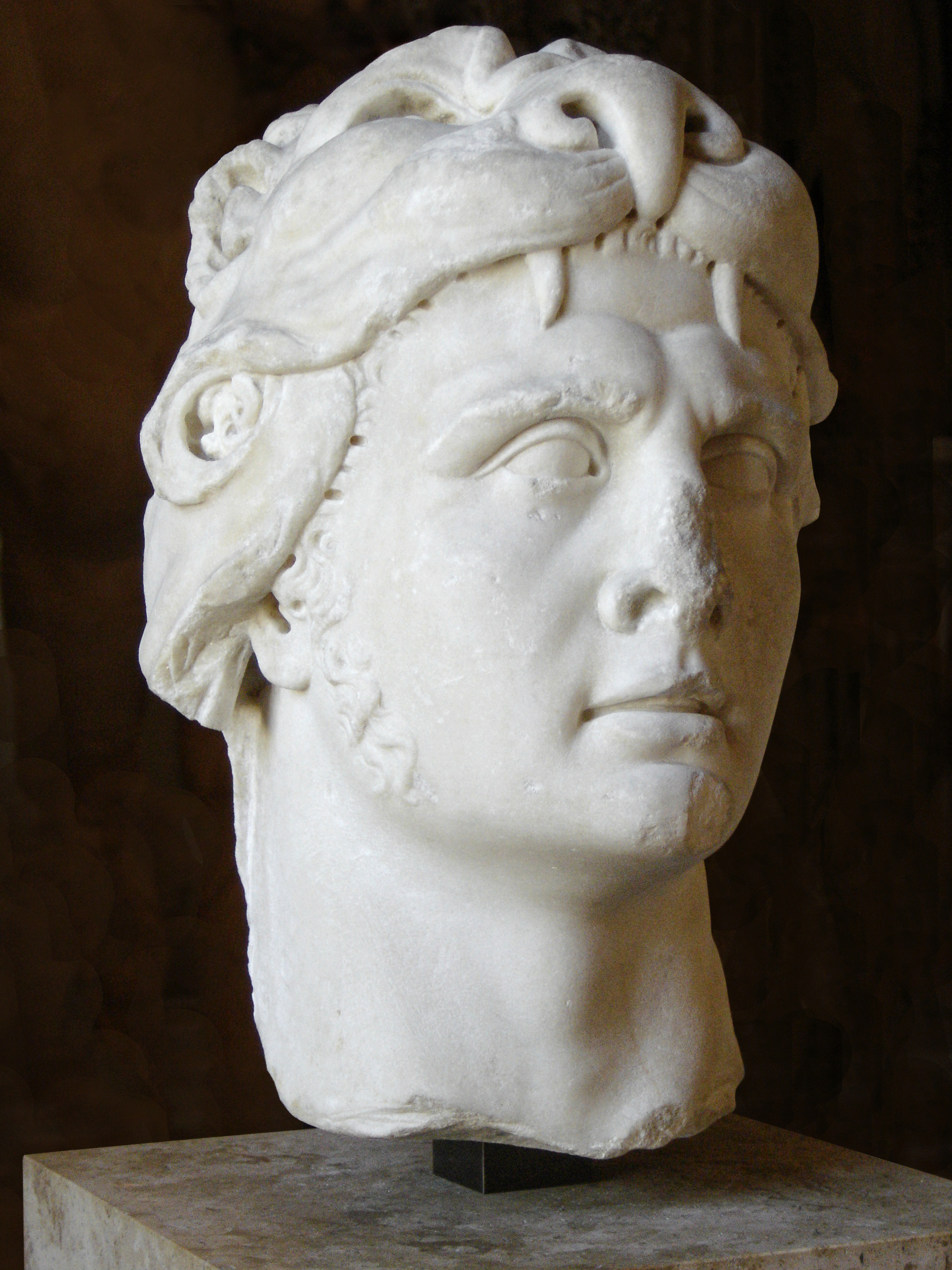
Byst av Mithridates VI i Louvren

Mithridates VI Eupator ("den gode fadern") drev av en stark antiromersk politik. Rom hade nyligen bildat provinsen Asia i Anatolien och hade också tagit regionen Storfrygien från Pontus under Laodices regim. Mithridates började sin utvidgning av sitt rike med att erövra Mindre Armenien från Kung Antipater (omkring 115–106 före Kristus) och Kungariket Kolchis. Kolchis var en viktig handelsregion för handel runt Svarta havet och rikt på guld, vax, hampa och honung. Städerna i Chersonesos begärde hjälp mot skyterna i norr. Efter olika kampanjer norr om Krim kontrollerade han hela Chersonesus.

## Det första Mithridatiska kriget
En romersk arme under Manius Aquillius anlände till Minde Asien år 90 före Kristus, vilket föranledde Mithridates VI och Tigranes II att slå sig på reträtt. Kappadokien och Bithynien återlämnades till sina tidigare regenter, men blev skyldiga Rom stora skulder efter att ha mutat romerska senatorer, och Nicomedes IV anföll till Pontus för att skaffa sig medel. Han plundrade landet så långt upp som staden Amastris. Mithridates invaderade Kappadokien återigen, varefter Rom förklarade krig.
Sommaren 89 före Kristus invaderade Mithridates Bithynien och besegrade Nicomedes och Aquillius. Han förflyttade sig snabbt till den romerska provinsen Asia och hade till 88 lagt under sig större delen av den nyligen skapade provinsen. Samma är beordrade Mithridates också en massaker på minst 80 000 romare och italienare i vad som benämnts den Asiatiska Vespermassakern. I många grekiska städer i Mindre Asien deltog invånarna villigt i massakern.
I Aten utnyttjade anti-romerska element tillfället att ingå en allians med Mithridates. En gemensam pontisk-atensk flottstyrka intog Delos 88 före Kristus, och många andra grekiska städer förenade sig med Aten och Pontus. Till slut, 87 före Kristus, seglade Lucius Cornelius Sulla ut från Italien med fem legioner och marscherade genom Boeotien, som omedelbart gav sig, och belägrade Aten och dess hamn Pireus. Atén föll i mars 86 och plundrades. Även Pireus föll och förstördes.

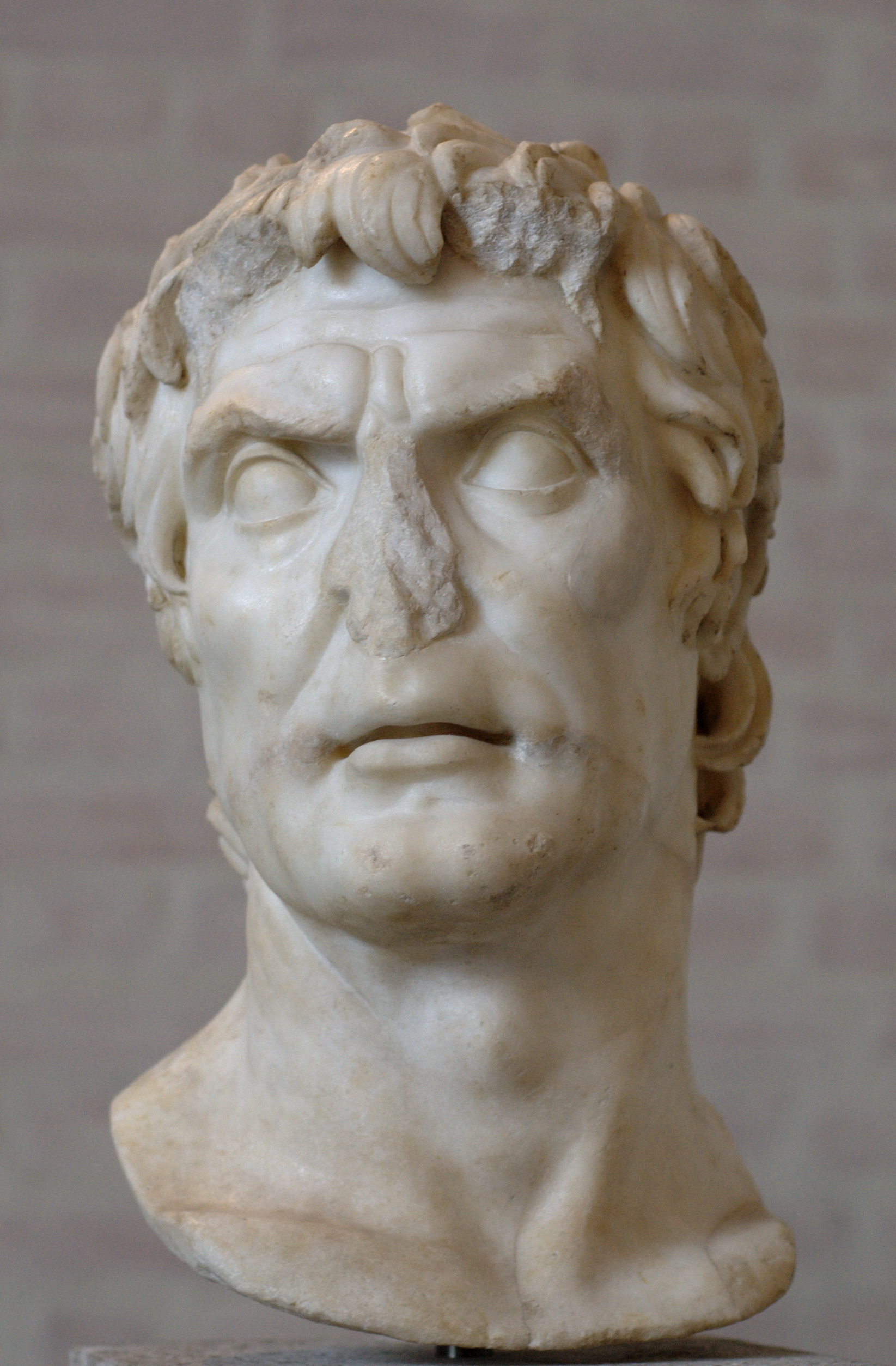
Lucius Cornelius Sulla

Efter flera svåra förluster tvingades Mithridates ingå ett fredsavtal 85 i Dardanus, innebärande att Bithynien och Kappadokien återlämnades till dess tidigare kungar, betala krigsskadestånd samt bli allierad till Rom.

## Det andra Mithridatiska kriget
Mellan 83 och 82 före Kristus slogs Mithridates mot Licinius Murena och besegrade honom. Det andra Mithidatiska kriget slutade utan några territoriella vinster för endera sidan. Romarma började därefter säkra kustområdena i Lykien och Pamfylien från priater och etablerade kontroll över Pisidia och Lykaonien. 
När konsul Lucullus år 74 tog över Kilikien hade Mithridates att slåss mot romerska kommendanter på två fronter. Eftersom de kilikiska piraterna inte var helt besegrade ingick, ingick Mithridates en allians med dem. Han allierade sig också med Quintus Sertorius regering i Spanien, och med dennes hjälp omorganiserade han en del av sina trupper i enlighet med mönstret hos romerska legioner med korta huggsvärd.

## Det tredje Mithridatiska kriget
Huvudartikel: Tredje Mithridatiska kriget
Tredje Mithridatiska kriget bröt ur när Nicomedes IV av Bithynien dog utan att efterlämna arvingar år 75 efter Kristus och lämnade sitt kungadöme till Rom. År 73 invaderade Mithridates Bithynien, och hans flotta besegrade Roms utanför Chalkedon och belägrade Cyzicus. Lucullus marscherade från Phrygien med sina fem legioner och tvingade Mithridates att dra sig tillbaka till Pontus. År 72 invaderade han Pontus via Galatien. Han belägrade Amisus, som höll emot till år 70. Efter en serie förluster för Mithridates vände sig hans som Macharos, styresman över Krim mot honom fö att ingå en allians med Rom, varefter Mithrirdates flydde till sin svärson Tigranes II i Tigranakert i Armenien.
Lucullus invaderade därefter Armenien och besegrade Tigranes och Mithridates i Slaget vid Tigranakert. Staden brändes och Lucullus fortsatte mot östra Armenien, där han åter slog Tigranes och Mithridates. Efter detta motsatte sig de romerska legionerna att marschera vidare och gjorde myteri. I det sammanhanget kallades också Lucullus tillbaka till Rom
Som svar på en ökad piratverksamhet i östra Medelhavet gav Senaten år 67 före Kristus vittgående befogenheter till Pompejus. Pompejus utrotade piraterna och gavs år 64 kommando i Mindre Asien för att ta hand om Kungariket Pontus. Han organiserade sina 45.000 legionärer, inklusive Lucullus trupper och ingick en allians med parterna, vilka anföll Tigranes i öst. Efter flera nederlag flydde Mithridates flydde till sin son Machares i Krim år 65 efter Kristus. Samtidigt slog Pompejus Tigranes II i Armenien. Han erövrade större delen av Tigrans rike i öster, men tillät Tigranes att fortsätta som kung över Armenien. Mithridates begick självmord i Krim.

## Romerska provinser och klientkungadömen

Det romerska klientkungariket Pontus omkring år 50 efter Kristus

Större delen av Pontus samt de grekiska städerna vid kusten, inklusive Sinope, inlemmades i Rom som en del av den romerska provinsen Bithynien och Pontus höll sig också självständigt under Pharnaces II av Pontus såsomen allierad och vän till Rom. Också Kolchis blev ett klientkungadöme. Pharnaces II gjorde senare ett försök att återerövra Pontus. Under inrikeskriget i Rom mellan Caesar och Pompejus invaderade han Mindre Asien år 48 före Kristus och tog Kolchis, Mindre Armenien, Pontus och Kappadokien och besegrade en romersk armé vid Nicopolis. Caesar svarade omedelbart och besegrade honom i slaget vid Zela, där han yttrade de berömda orden "Veni, vidi, vici". Pontiska kungar fortsatte att styra klientkungariket Pontus, Kolchis och Kilikien tills Polemon II tvingades abdikera från Pontus tron av Nero år 62 efter Kristus.